# Tour de France 2023/14. Etappe
Die 14. Etappe der Tour de France 2023 fand am 15. Juli 2023 statt und führte die 110. Austragung in die Alpen. Die Strecke startete in Annemasse und führte über 151,8 Kilometer nach Morzine. Mit dem Col de la Ramaz und dem Col de Joux Plane mussten im Finale zwei bekannte Pässe passiert werden. Nach der Zielankunft hatten die Fahrer insgesamt 2432,2 Kilometer absolviert, was 71,4 % der Gesamtdistanz der Rundfahrt entspricht.
Den Etappensieg sicherte sich der Spanier Carlos Rodríguez (Ineos Grenadiers) nachdem er sich in der Abfahrt des Col de Joux Plane von Jonas Vingegaard (Jumbo-Visma) und Tadej Pogačar (UAE Team Emirates) abgesetzt hatte. Jonas Vingegaard verteidigte das Gelbe Trikot.

## Streckenführung
Der neutralisierte Start erfolgte in Annemasse auf der Rue Marc Courriard unweit der Place des Marchés. Auf den ersten Metern führte die Strecke zum Parc de Montessuit, ehe die Fahrer auf der Fahrt in Richtung Osten auf die Route de Livron gelangten. Nachdem Vétraz-Monthoux durchfahren worden war, wurde das Rennen nach 8,3 Kilometern auf der D1205 kurz vor Nangy freigegeben.
Nach dem offiziellen Start führte die Strecke nach Fillinges, wo der Anstieg des Col de Saxel (944 m) begann. Von Boëge aus wies die 4,2 Kilometer lange Auffahrt eine Durchschnittsateigung von 4,6 % auf, bis die Passhöhe bei Kilometer 18,7 erreicht worden war, auf der eine Bergwertung der 3. Kategorie abgenommen wurde. Die nachfolgende Abfahrt führte nach Fessy, wo die Auffahrt auf den sieben Kilometer langen Col de Cou (1116 m) folgte. Die Durchschnittsateigung betrug 7,4 %; nach 35,3 Kilometern wurde der Pass überquert. Kurz nachdem die Bergwertung der 1. Kategorie überquert worden war, folgte eine kurze Gegensteigung, ehe die Abfahrt die Fahrer nach Orcier leitete. Dort begann mit dem Col du Feu (1117 m) der nächste Anstieg der 1. Kategorie. Die Passhöhe wurde nach 52,7 Kilometern erreicht, nachdem 5,8 Kilometer bei 7,8 % im Schnitt absolviert worden waren. Die nachfolgende Abfahrt nach Lullin war deutlich kürzer, und es folgte der flache Anstieg zum Col de Jambaz (1029 m), auf dem bei Kilometer 65,5 ein Zwischensprint ausgefahren wurde. Nun führte eine längere flache Abfahrt in Richtung Süden, bevor ein kurzes Flachstück zwischen Saint-Jeoire und Mieussy befahren wurde. Mit dem Col de la Ramaz (1619 m) stand nun die nächste Bergwertung der 1. Kategorie auf dem Programm. Der Pass war mit 13,9 Kilometern Länge und einer Durchschnittasteigung von 7,1 % deutlich anspruchsvoller als die vorangegangenen Bergwertungen und wies Kilometerschnitte von über 10 % auf. Die Passhöhe wurde nach 101,6 Kilometern erreicht; es folgte eine Abfahrt nach Taninges, ehe die Straße leicht ansteigend ins östliche Samoëns führte.
Der Schlussanstieg auf den Col de Joux Plane (1691 m) begann in Samoëns und wies auf einer Länge von 11,6 Kilometern einen Steigungsschnitt von 8,5 % auf. Insbesondere die zweite Hälfte des Passes ist jedoch deutlich anspruchsvoller, da die Kilometerschnitte hier kaum unter die 9 Prozent-Marke fallen. Neben der Bergwertung hors catégorie wurde auf dem Col de Joux Plane auch ein Bonussprint ausgefahren, bei dem Zeitbonifikationen für das Gesamtklassement vergeben wurden. Nachdem die Kuppe 12 Kilometer vor dem Ziel erreicht worden war, folgten zwei flache Kilometer und eine kurze Gegensteigung, ehe die technisch anspruchsvolle Abfahrt nach Morzine in Angriff genommen wurde. Das Ziel befand sich auf der leicht abschüssigen Rue de la Crusaz vor dem Tourismuscenter von Morzine.
|                              | Ort               | Kilometer | Länge (km) | Höhe (m) | Ø Steigung |
| ---------------------------- | ----------------- | --------- | ---------- | -------- | ---------- |
| neutralisierter Start        | Annemasse         | −8,3      |            |          |            |
| offizieller Start            | Nangy (D1205)     | 0         |            |          |            |
| Bergwertung (3. Kategorie)   | Col de Saxel      | 18,7      | 4,2        | 944      | 4,6 %      |
| Bergwertung (1. Kategorie)   | Col de Cou        | 35,3      | 7          | 1116     | 7,4 %      |
| Bergwertung (1. Kategorie)   | Col du Feu        | 52,7      | 5,8        | 1117     | 7,8 %      |
| Zwischensprint               | Col de Jambaz     | 65,5      |            |          |            |
| Bergwertung (1. Kategorie)   | Col de la Ramaz   | 101,6     | 13,9       | 1619     | 7,1 %      |
| Bergwertung (hors catégorie) | Col de Joux Plane | 139,8     | 11,6       | 1691     | 8,5 %      |
| Bonussprint                  | Col de Joux Plane | 139,8     | 11,6       | 1691     | 8,5 %      |
| Ziel                         | Morzine           | 151,8     |            |          |            |

## Rennverlauf
Sieben Kilometer nach dem offiziellen Start – in der Gemeinde Fillinges – kam es im Hauptfeld zu einem Massensturz, der dazu führte, dass das Rennen neutralisiert und gestoppt wurde. Mit Louis Meintjes (Intermarché-Circus-Wanty) und Antonio Pedrero (Movistar) mussten zwei Fahrer die Tour de France verletzungsbedingt verlassen. Neben weiteren Fahrern waren auch Jai Hindley (Bora-hansgrohe), Wilco Kelderman (Jumbo-Visma) und Daniel Felipe Martínez (Ineos Grenadiers) in den Sturz involviert.
Kurz nachdem das Rennen erneut freigegeben worden war, gab auch Esteban Chaves (EF Education-EasyPost) das Rennen aufgrund des Sturzes auf. Auf den letzten Kilometern des Col de Saxel löste sich eine kleine Gruppe von Hauptfeld, aus der sich Daniel Felipe Martínez vor Julian Alaphilippe (Soudal Quick-Step) die Bergwertung sicherte. In der anschließenden Abfahrt formierte sich jedoch eine neue Spitzengruppe, während es im Hauptfeld zu einem weiteren Sturz kam. In diesen waren Romain Bardet (DSM-Firmenich) und James Shaw (EF Education-EasyPost) verwickelt, die das Rennen ebenfalls verletzungsbedingt beenden mussten. Im Anstieg des Col de Cou formierte sich eine neue Spitzengruppe, in der nun rund 20 Fahrer vertreten waren. Im ausgedünnten Hauptfeld übernahm das Team Jumbo-Visma um den gesamtführenden Jonas Vingegaard die Tempoarbeit, wodurch die Ausreißergruppe nur einen geringen Vorsprung von etwa einer halben Minute herausfahren konnte. Giulio Ciccone (Lidl-Trek) sicherte sich die zweite Bergwertung des Tages vor Neilson Powless (EF Education-EasyPost), der seine Führung in der Sonderwertung verteidigte. Im Anstieg des Col du Feu teilte sich die Fluchtgruppe erneut und mit Thibaut Pinot (Groupama-FDJ), Mikel Landa, Wout Poels (beide Bahrain Victorious), Michael Woods (Israel-Premier Tech), Giulio Ciccone und Alex Aranburu (Movistar) verblieben sechs Fahrer an der Spitze. Giulio Ciccone sicherte sich auch die dritte Bergwertung des Tages und verkürzte so den Rückstand auf Neilson Powless, der zurückgefallen war und keine Punkte erhielt. Kurz nach der Bergwertung erreichte der Vorsprung der Ausreißer seine maximale Größe von gerade einmal eineinhalb Minuten. Giulio Ciccone sicherte sich auch die meisten Punkte beim Zwischensprint auf dem Col de Jambaz, ehe er als letzter Fahrer im Anstieg des Col de la Ramaz gestellt wurde.

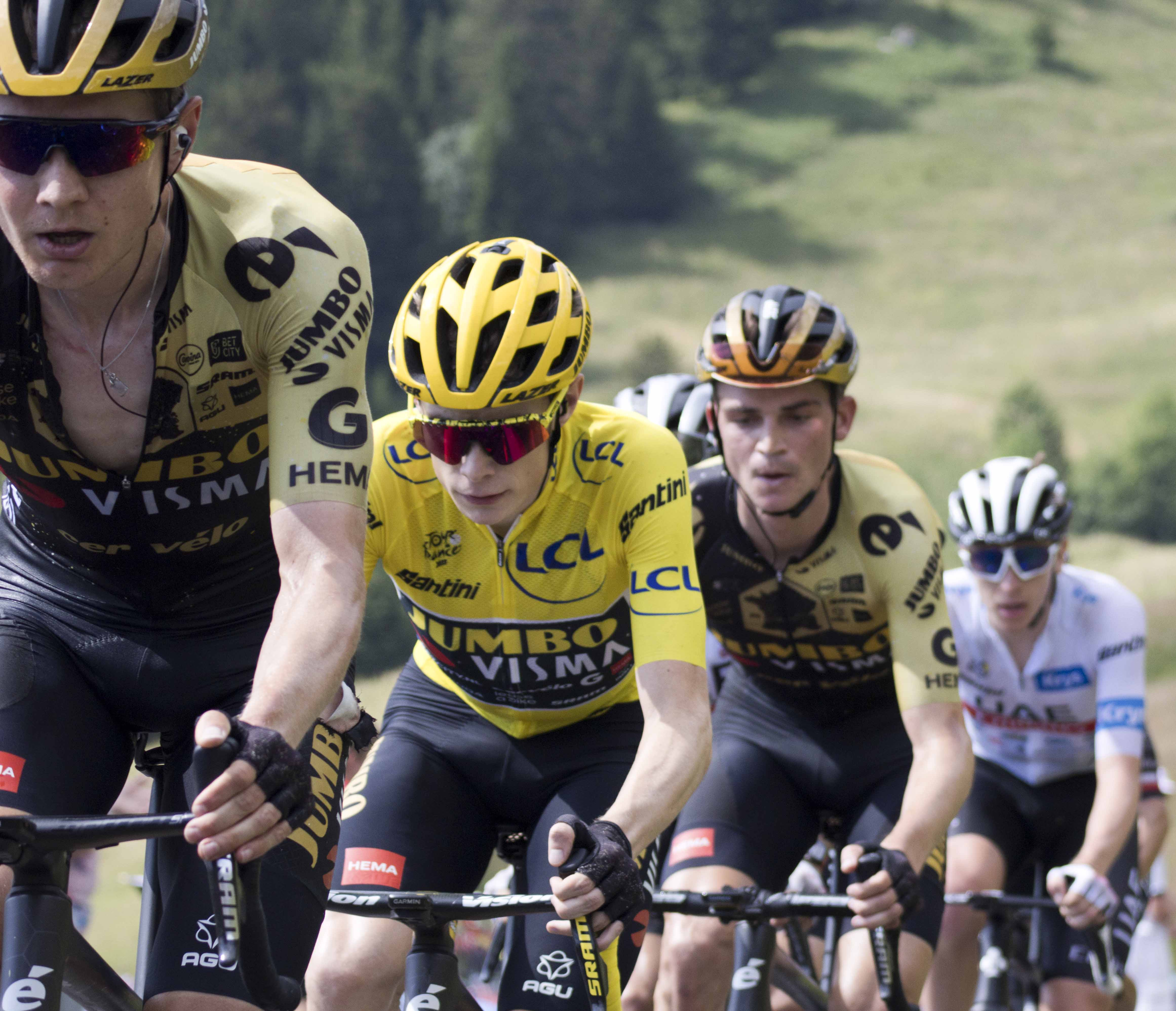
Im Anstieg des Col de la Ramaz erhöht die Jumbo-Visma-Mannschaft das Tempo. Jonas Vingegaard im Gelben Trikot, dicht dahinter Tadej Pogačar im Weißen Trikot

Bereits am Fuße des Col de la Ramaz forcierte die Jumbo-Visma-Mannschaft das Tempo und dünnte das ohnehin kleine Hauptfeld weiter aus. Nachdem die Ausreißer eingeholt worden waren, fiel mit Thomas Pidcock (Ineos Grenadiers) der Achte der Gesamtwertung zurück. Wout van Aert (Jumbo-Visma) führte die verbliebene Gruppe von rund 20 Fahrern über die Passhöhe. In der anschließenden Abfahrt fielen Simon Yates, Chris Harper (beide Jayco AlUla), Guillaume Martin (Cofidis) und Felix Gall (AG2R Citroën) zurück, konnten aber kurz vor der Schlusssteigung wieder zur Spitze des Rennens aufschließen.
Bei der Einfahrt in den Col de Joux Plane übernahm das UAE Team Emirates mit Rafał Majka die Tempoarbeit. Wilco Kelderman und Wout van Aert (beide Jumbo-Visma) fielen bereits frühzeitig zurück, wobei letzterer noch einmal zur Spitzengruppe zurückkehrte, nachdem Rafał Majka das Tempo gedrosselt hatte. Nachdem Wout van Aert seine Arbeit getan hatte, übernahm Sepp Kuss als letzter Helfer von Jonas Vingegaard. Dem Tempodiktat des US-Amerikaners konnten nur Tadej Pogačar, Adam Yates (UAE Team Emirates), Jai Hindley (Bora-hansgrohe), Carlos Rodríguez (Ineos Grenadiers) und Felix Gall (AG2R Citroën) folgen, während Simon Yates, Pello Bilbao (Bahrain Victorious) und David Gaudu (Groupama-FDJ) an Zeit verloren. 17 Kilometer vor dem Ziel fielen auch Felix Gall und Jai Hindley zurück, ehe Adam Yates das Tempo für Tadej Pogačar erneut forcierte. Einzig Jonas Vingegaard konnte dem Tempo der beiden Teamkollegen folgen. Kurz darauf griff Tadej Pogačar an. Wie bereits bei den vorangegangenen Etappen konnte Jonas Vingegaard nicht am Hinterrad des Slowenen bleiben, folgte diesem jedoch mit wenigen Sekunden Rückstand. Zwei Kilometer vor der Passhöhe des Col de Joux Plane schloss Jonas Vingegaard wieder zu Tadej Pogačar auf und das Tempo fiel ab, da sich die beiden Kontrahenten beobachteten. Tadej Pogačar trat kurz vor der Bergwertung ein weiteres Mal an, um sich die Zeitbonifikationen auf der Kuppe zu sichern, wurde jedoch von einem Begleitmotorrad behindert. Im Anschluss überquerte Jonas Vingegaard den Pass als Erster und holte somit drei Sekunden auf den Slowenen heraus. Mit rund 20 Sekunden Rückstand folgten Carlos Rodríguez und Adam Yates, die im nachfolgenden Flachstück zu den beiden Spitzenreitern aufschlossen.
Carlos Rodríguez ging an erster Position in die Abfahrt und konnte bald eine kleine Lücke zu Tadej Pogačar, Jonas Vingegaard und Adam Yates herausfahren. Der Spanier verteidigte auf den letzten Metern seinen geringen Vorsprung und siegt fünf Sekunden vor Tadej Pogačar, der sich im Sprint gegenüber Jonas Vingegaard durchsetzte. Nach Adam Yates folgte Sepp Kuss mit einem Rückstand von 57 Sekunden, ehe Jai Hindely das Ziel gemeinsam mit Felix Gall erreichte. Der Gesamtdritte verlor eine Minute und 46 Sekunden auf den Etappensieger.
In der Gesamtwertung baute Jonas Vingegaard seinen Vorsprung aufgrund der Zeitbonifikationen auf 10 Sekunden aus. Tadej Pogačar, der Führende der Nachwuchswertung verlor somit nur eine Sekunde im Kampf um das Gelbe Trikot. Mit seinem Etappensieg schob sich Carlos Rodríguez auf den dritten Gesamtrang und lag nun eine Sekunde vor Jai Hindley. Der Rückstand der beiden betrug jedoch bereits mehr als viereinhalb Minuten. Hinter Adam Yates rückte Sepp Kuss auf den sechsten Gesamtrang vor, während Simon Yates, Pello Bilbao und David Gaudu einen Platz verloren. Felix Gall schob sich auf den neunten Gesamtrang. Thomas Pidcock verlor viel Zeit und fiel auf den elften Gesamtrang zurück. Jonas Vingegaard übernahm die Bergwertung und wies nun gleiche viele Punkte wie Neilson Powless auf. Mit Tadej Pogačar und Giulio Ciccone befanden sich zwei weitere Fahrer in unmittelbarer Schlagdistanz. Jasper Philipsen (Alpecin-Deceuninck) erreichte das Ziel in der vorgegebenen Karenzzeit und verteidigte das Grüne Trikot des Führenden in der Punktewertung. In der Mannschaftswertung lagen weiterhin die Ineos Grenadiers an der Spitze. Insgesamt brachte die 14. Etappe sieben Aufgaben. Neben den oben erwähnten Fahrern beendeten auch Ruben Guerreiro (Movistar) und Ramon Sinkeldam (Alpecin-Deceuninck) das Rennen frühzeitig, womit noch 158 Fahrer in der Rundfahrt verblieben. Giulio Ciccone wurde zum kämpferischsten Fahrer gewählt.

## Ergebnis
| \| Etappenergebnis \| Etappenergebnis \| Etappenergebnis \| Etappenergebnis \| Etappenergebnis \| \| Fahrer \| Fahrer \| Land \| Team \| Zeit \| \| --------------- \| ---------------- \| ---------------------- \| ------------------ \| --------------- \| \| 1. \| Carlos Rodríguez \| Spanien \| Ineos Grenadiers \| 3 h 58 min 45 s \| \| 2. \| Tadej Pogačar \| Slowenien \| UAE Team Emirates \| + 5 s \| \| 3. \| Jonas Vingegaard \| Dänemark \| Jumbo-Visma \| + 5 s \| \| 4. \| Adam Yates \| Vereinigtes Königreich \| UAE Team Emirates \| + 10 s \| \| 5. \| Sepp Kuss \| Vereinigte Staaten \| Jumbo-Visma \| + 57 s \| \| 6. \| Jai Hindley \| Australien \| Bora-Hansgrohe \| + 1 min 46 s \| \| 7. \| Felix Gall \| Österreich \| AG2R Citroën Team \| + 1 min 46 s \| \| 8. \| Pello Bilbao \| Spanien \| Bahrain Victorious \| + 3 min 19 s \| \| 9. \| Simon Yates \| Vereinigtes Königreich \| Team Jayco AlUla \| + 3 min 21 s \| \| 10. \| Guillaume Martin \| Frankreich \| Cofidis \| + 5 min 57 s \| |                  |                        |                    |                 |
| |                  |                        |                    |                 |
| Quelle: ProCyclingStats |                  |                        |                    |                 |
| Etappenergebnis |                  |                        |                    |                 |
| Fahrer | Fahrer           | Land                   | Team               | Zeit            |
| 1. | Carlos Rodríguez | Spanien                | Ineos Grenadiers   | 3 h 58 min 45 s |
| 2. | Tadej Pogačar    | Slowenien              | UAE Team Emirates  | + 5 s           |
| 3. | Jonas Vingegaard | Dänemark               | Jumbo-Visma        | + 5 s           |
| 4. | Adam Yates       | Vereinigtes Königreich | UAE Team Emirates  | + 10 s          |
| 5. | Sepp Kuss        | Vereinigte Staaten     | Jumbo-Visma        | + 57 s          |
| 6. | Jai Hindley      | Australien             | Bora-Hansgrohe     | + 1 min 46 s    |
| 7. | Felix Gall       | Österreich             | AG2R Citroën Team  | + 1 min 46 s    |
| 8. | Pello Bilbao     | Spanien                | Bahrain Victorious | + 3 min 19 s    |
| 9. | Simon Yates      | Vereinigtes Königreich | Team Jayco AlUla   | + 3 min 21 s    |
| 10. | Guillaume Martin | Frankreich             | Cofidis            | + 5 min 57 s    |

## Gesamtstände
| \| Gesamtwertung \| Gesamtwertung \| Gesamtwertung \| Gesamtwertung \| Gesamtwertung \| \| Fahrer \| Fahrer \| Land \| Team \| Zeit \| \| ------------- \| ---------------- \| ---------------------- \| ------------------ \| ---------------- \| \| 1. \| Jonas Vingegaard \| Dänemark \| Jumbo-Visma \| 57 h 47 min 28 s \| \| 2. \| Tadej Pogačar \| Slowenien \| UAE Team Emirates \| + 10 s \| \| 3. \| Carlos Rodríguez \| Spanien \| Ineos Grenadiers \| + 4 min 43 s \| \| 4. \| Jai Hindley \| Australien \| Bora-Hansgrohe \| + 4 min 44 s \| \| 5. \| Adam Yates \| Vereinigtes Königreich \| UAE Team Emirates \| + 5 min 20 s \| \| 6. \| Sepp Kuss \| Vereinigte Staaten \| Jumbo-Visma \| + 8 min 15 s \| \| 7. \| Simon Yates \| Vereinigtes Königreich \| Team Jayco AlUla \| + 8 min 32 s \| \| 8. \| Pello Bilbao \| Spanien \| Bahrain Victorious \| + 8 min 51 s \| \| 9. \| Felix Gall \| Österreich \| AG2R Citroën Team \| + 12 min 26 s \| \| 10. \| David Gaudu \| Frankreich \| Groupama-FDJ \| + 12 min 56 s \| |                  |                        |                    |                  |
| |                  |                        |                    |                  |
| Quelle: ProCyclingStats |                  |                        |                    |                  |
| Gesamtwertung |                  |                        |                    |                  |
| Fahrer | Fahrer           | Land                   | Team               | Zeit             |
| 1. | Jonas Vingegaard | Dänemark               | Jumbo-Visma        | 57 h 47 min 28 s |
| 2. | Tadej Pogačar    | Slowenien              | UAE Team Emirates  | + 10 s           |
| 3. | Carlos Rodríguez | Spanien                | Ineos Grenadiers   | + 4 min 43 s     |
| 4. | Jai Hindley      | Australien             | Bora-Hansgrohe     | + 4 min 44 s     |
| 5. | Adam Yates       | Vereinigtes Königreich | UAE Team Emirates  | + 5 min 20 s     |
| 6. | Sepp Kuss        | Vereinigte Staaten     | Jumbo-Visma        | + 8 min 15 s     |
| 7. | Simon Yates      | Vereinigtes Königreich | Team Jayco AlUla   | + 8 min 32 s     |
| 8. | Pello Bilbao     | Spanien                | Bahrain Victorious | + 8 min 51 s     |
| 9. | Felix Gall       | Österreich             | AG2R Citroën Team  | + 12 min 26 s    |
| 10. | David Gaudu      | Frankreich             | Groupama-FDJ       | + 12 min 56 s    |

| Punktewertung | Punktewertung     | Punktewertung | Punktewertung            | Punktewertung |
| Fahrer        | Fahrer            | Land          | Team                     | Punkte        |
| ------------- | ----------------- | ------------- | ------------------------ | ------------- |
| 1.            | Jasper Philipsen  | Belgien       | Alpecin-Deceuninck       | 323 P.        |
| 2.            | Mads Pedersen     | Dänemark      | Lidl-Trek                | 179 P.        |
| 3.            | Bryan Coquard     | Frankreich    | Cofidis                  | 178 P.        |
| 4.            | Tadej Pogačar     | Slowenien     | UAE Team Emirates        | 129 P.        |
| 5.            | Wout van Aert     | Belgien       | Jumbo-Visma              | 122 P.        |
| 6.            | Jordi Meeus       | Belgien       | Bora-Hansgrohe           | 96 P.         |
| 7.            | Dylan Groenewegen | Niederlande   | Team Jayco AlUla         | 92 P.         |
| 8.            | Biniam Girmay     | Eritrea       | Intermarché-Circus-Wanty | 90 P.         |
| 9.            | Michael Woods     | Kanada        | Israel-Premier Tech      | 81 P.         |
| 10.           | Victor Lafay      | Frankreich    | Cofidis                  | 80 P.         |

| Bergwertung | Bergwertung                | Bergwertung        | Bergwertung            | Bergwertung |
| Fahrer      | Fahrer                     | Land               | Team                   | Punkte      |
| ----------- | -------------------------- | ------------------ | ---------------------- | ----------- |
| 1.          | Jonas Vingegaard           | Dänemark           | Jumbo-Visma            | 54 P.       |
| 2.          | Neilson Powless            | Vereinigte Staaten | EF Education-EasyPost  | 54 P.       |
| 3.          | Tadej Pogačar              | Slowenien          | UAE Team Emirates      | 48 P.       |
| 4.          | Giulio Ciccone             | Italien            | Lidl-Trek              | 42 P.       |
| 5.          | Felix Gall                 | Österreich         | AG2R Citroën Team      | 32 P.       |
| 6.          | Jai Hindley                | Australien         | Bora-Hansgrohe         | 31 P.       |
| 7.          | Tobias Halland Johannessen | Norwegen           | Uno-X Pro Cycling Team | 30 P.       |
| 8.          | Michał Kwiatkowski         | Polen              | Ineos Grenadiers       | 30 P.       |
| 9.          | Michael Woods              | Kanada             | Israel-Premier Tech    | 28 P.       |
| 10.         | Wout van Aert              | Belgien            | Jumbo-Visma            | 25 P.       |

| Nachwuchswertung | Nachwuchswertung           | Nachwuchswertung       | Nachwuchswertung       | Nachwuchswertung  |
| Fahrer           | Fahrer                     | Land                   | Team                   | Zeit              |
| ---------------- | -------------------------- | ---------------------- | ---------------------- | ----------------- |
| 1.               | Tadej Pogačar              | Slowenien              | UAE Team Emirates      | 57 h 47 min 38 s  |
| 2.               | Carlos Rodríguez           | Spanien                | Ineos Grenadiers       | + 4 min 33 s      |
| 3.               | Felix Gall                 | Österreich             | AG2R Citroën Team      | + 12 min 16 s     |
| 4.               | Thomas Pidcock             | Vereinigtes Königreich | Ineos Grenadiers       | + 14 min 12 s     |
| 5.               | Mathieu Burgaudeau         | Frankreich             | TotalEnergies          | + 1 h 24 min 16 s |
| 6.               | Mattias Skjelmose          | Dänemark               | Lidl-Trek              | + 1 h 24 min 37 s |
| 7.               | Tobias Halland Johannessen | Norwegen               | Uno-X Pro Cycling Team | + 1 h 42 min 10 s |
| 8.               | Matteo Jorgenson           | Vereinigte Staaten     | Movistar Team          | + 1 h 48 min 28 s |
| 9.               | Maxim Van Gils             | Belgien                | Lotto Dstny            | + 1 h 56 min 59 s |
| 10.              | Clément Champoussin        | Frankreich             | Arkéa-Samsic           | + 2 h 11 min 26 s |

| Mannschaftswertung | Mannschaftswertung | Mannschaftswertung           | Mannschaftswertung |
| Team               | Team               | Land                         | Zeit               |
| ------------------ | ------------------ | ---------------------------- | ------------------ |
| 1.                 | Ineos Grenadiers   | Vereinigtes Königreich       | 173 h 57 min 06 s  |
| 2.                 | Jumbo-Visma        | Niederlande                  | + 7 min 25 s       |
| 3.                 | UAE Team Emirates  | Vereinigte Arabische Emirate | + 10 min 48 s      |
| 4.                 | Bahrain Victorious | Bahrain                      | + 22 min 26 s      |
| 5.                 | Groupama-FDJ       | Frankreich                   | + 40 min 21 s      |
| 6.                 | Bora-Hansgrohe     | Deutschland                  | + 1 h 01 min 27 s  |
| 7.                 | AG2R Citroën Team  | Frankreich                   | + 1 h 05 min 20 s  |
| 8.                 | Movistar Team      | Spanien                      | + 2 h 17 min 07 s  |
| 9.                 | Team Jayco AlUla   | Australien                   | + 2 h 36 min 58 s  |
| 10.                | Cofidis            | Frankreich                   | + 2 h 49 min 28 s  |

## Ausgeschiedene Fahrer
- Romain Bardet (Team DSM-Firmenich): wegen einer Gehirnerschütterung während der Etappe aufgegeben
- Ramon Sinkeldam (Alpecin-Deceuninck): während der Etappe aufgegeben
- James Shaw (EF Education-EasyPost): wegen Sturzfolgen während der Etappe aufgegeben
- Ruben Guerreiro (Movistar Team): während der Etappe aufgegeben
- Antonio Pedrero (Movistar Team): wegen Sturzfolgen während der Etappe aufgegeben
- Louis Meintjes (Intermarché-Circus-Wanty): wegen eines Schlüsselbeinbruchs während der Etappe aufgegeben
- Esteban Chaves (EF Education-EasyPost): wegen Sturzfolgen während der Etappe aufgegeben[4]